# Powiatul Słupsk
Powiat słupski este un powiat (unitate administrativă poloneză) în voievodatul Pomerania. Reședința lui este municipiul Słupsk, care însă nu îi aparține, având statutul egal cu cel al powiatului. Abreviația pentru automobile este GSL. Se învecinează cu powiat sławieński la vest, powiat bytowski la sud și powiat lęborski la est. La nord frontiera powiatului este formată prin coasta Mării Baltice.
Aceasta a fost înființat pe 1 ianuarie 1999, ca urmare a reformelor guvernamentale poloneze adoptate în 1998. Înainte de reforma administrativă, toate comunele powiatului au aparținut voievodatului Słupsk.
Powiatul se întinde pe o suprafață de 2304,24 km².

## Demografie
La 1 ianuarie 2013 populația powiatului a fost de 97.367 locuitori.
Date referitoare la populație (31 iunie 2011):
|  | Total  | Total | Femei  | Femei | Bărbați | Bărbați                    |
|  | oameni | %     | oameni | %     | oameni  | % Format:Demografia/raport |

### Evoluție
Powiat słupski - evoluția demografică

|  | Graficele sunt indisponibile din cauza unor probleme tehnice. Mai multe informații se găsesc la Phabricator și la wiki-ul MediaWiki. |

Date: Recensăminte sau birourile de statistică - grafică realizată de Wikipedia

## Comune

Comunele powiatului słupski

Powiatul este împărțit în zece comune (gmina): o comună urbana, o comună rurbană și opt comune rurale.
| Stemă                      | Comună                   | Tip     | Suprafață (km²) | Populație (2012) | Reședință         |
|                            | Ustka                    | urbană  | 10,19           | 16 379           |                   |
|                            | Comuna Słupsk            | rurală  | 261,73          | 16 065           | Słupsk *          |
|                            | Comuna Kobylnica         | rurală  | 243,91          | 10 965           | Kobylnica         |
|                            | Comuna Dębnica Kaszubska | rurală  | 299,52          | 9 810            | Dębnica Kaszubska |
|                            | Comuna Główczyce         | urbană  | 321,97          | 9 552            | Główczyce         |
|                            | Comuna Kępice            | rurbană | 293,05          | 9 510            | Kępice            |
|                            | Comuna Ustka             | rurală  | 217,46          | 8 076            | Ustka *           |
|                            | Comuna Potęgowo          | rurală  | 228,46          | 7 168            | Potęgowo          |
|                            | Comuna Damnica           | rurală  | 167,66          | 6 295            | Damnica           |
|                            | Comuna Smołdzino         | rurală  | 260,29          | 3 547            | Smołdzino         |
| * nu face parte din comună |                          |         |                 |                  |                   |